# Sigrid Eriksdotter
Sigrid Eriksdotter (Svartsjö, 15 de octubre de 1566 - Birkaland, 24 de abril de 1633) fue una princesa sueca, hija de Erico XIV y su entonces concubina Karin Månsdotter, por lo que técnicamente era hija ilegítima.

## Biografía
Fue tratada como princesa desde su nacimiento, un año antes de la boda de sus padres. En 1568 su padre fue derrocado del trono a causa de una rebelión encabezada por los propios hermanos de éste. El nuevo rey, Juan III, ordenó encarcelar a toda la familia real. Desde 1573 Karin y sus hijos vivieron solos en Åbo y desde 1575, Sigrid fue la única compañía de su madre, pues su hermano Gustavo fue separado de ellas y sus dos hermanos menores murieron.
Madre e hija fueron liberadas de su prisión en el castillo de Åbo en 1577, cuando murió Erik XIV, y en 1582 ambas visitaron la corte en Estocolmo. Mientras su madre regresó a Finlandia, Sigrid se adentró cada vez más en la vida de la corte, llevando una buena relación con su familia paterna. En 1582 fue nombrada dama de compañía de su prima, la princesa Ana de Suecia. Sigrid viajó a Polonia con Ana, quien a su vez decidió acompañar a su hermano Segismundo cuando éste era coronado rey de Polonia. 
En 1597 casó con Henrik Klasson Tott, gobernador de Österbotten. Su marido murió en 1603. El 10 de septiembre de 1609, en el castillo de Estocolmo, Sigrid se casó por segunda ocasión, esta vez con Nils Nilsson Natt och Dag, un importante noble, político y militar. Enviudó nuevamente en 1613.
Solo tuvo hijos en su primer matrimonio, ellos fueron:
- Åke Henriksson Tott (1598–1640).
- Anna Henriksdotter Tott, fallecida tempranamente.
- Erik Henriksson Tott (fallecido en 1621).

Falleció en Liuksala (actual municipio de Kangasala), la residencia de la reina Karin en Finlandia, en 1633. Sus restos mortales fueron trasladados en 1635 a la catedral de Åbo, donde también reposan los restos de su madre y los de su hijo mayor.